# Rue André-Vasseur
La rue André-Vasseur est une voie de Toulouse, chef-lieu de la région Occitanie, dans le Midi de la France.

## Situation et accès

### Description
La rue André-Vasseur est une voie publique. Elle relie les quartiers de Croix-Daurade, dans le secteur 3 - Nord, et de Gramont, dans le secteur 4 - Est.
La chaussée compte une voie de circulation automobile dans chaque sens. Elle appartient à une zone 30 et la vitesse y est limitée à 30 km/h. Elle est également longée par une bande cyclable dans chaque sens.

### Voies rencontrées
La rue André-Vasseur rencontre les voies suivantes, dans l'ordre des numéros croissants (« g » indique que la rue se situe à gauche, « d » à droite) :
1. Chemin de Nicol
2. Rue Paul-Estival (d)
3. Rue Jean-Séguy (g)
4. Avenue d'Atlanta
5. Rue Jules-Raimu (d)
6. Rue Maurice-Caunes (g)
7. Chemin Bernard-Sarrette (g)
8. Chemin de Gabardie

### Transports
La rue André-Vasseur n'est pas directement desservie par les transports en commun. Elle débouche cependant, à l'ouest, sur le chemin de Nicol, parcouru par la ligne de bus 19. Plus loin, l'avenue d'Atlanta, qui coupe la rue André-Vasseur, est desservie par les lignes de bus 334376.
Il existe une station de vélos en libre-service VélôToulouse au carrefour de l'avenue d'Atlanta : la station no 272 (face 31 rue André-Vasseur).

## Odonymie
La rue porte le nom d'André Vasseur (1922-1943), un jeune Résistant français. Né à Drucat (Somme), il s'installe à Toulouse, où il travaille comme employé municipal à la voirie. En 1943, réfractaire au service du travail obligatoire (STO), il s'engage dans la Résistance et rejoint au mois d'avril le maquis Bir-Hakeim, qui mène des actions dans le sud du Massif central. Mais le 10 septembre, le maquis est attaqué par les forces allemandes à Douch (Hérault). André Vasseur est blessé, comme Henri Arlet, Edmond Guyaux et Jacques Sauvegrain. Ils sont soignés à l'hôpital de Béziers, transférés le lendemain à la prison de la SIPO-SD à la citadelle de Perpignan, puis au quartier allemand de la prison Saint-Michel à Toulouse. Le 24 octobre, ils sont tous les quatre condamnés à mort par le tribunal militaire allemand et fusillés dans la prison. Leurs corps sont enterrés dans le charnier du camp de Bordelongue (emplacement de l'actuelle cité de Bordelongue, no 274 route de Seysses),.
C'est en 1947 que la municipalité toulousaine, en partie issue des rangs de la Résistance et dirigée par Raymond Badiou, donna le nom d'André Vasseur à cette rue. C'était, au XVIIIe siècle, le chemin de Montblanc, d'une métairie et d'un domaine agricole auquel il menait. Il appartenait, à la fin du XVe siècle, à Naudet de Garrigia (ou Lagarrigue), issu d'une importante famille de capitouls toulousains. Au XVIIIe siècle, la propriété passa entre les mains de Jacques Nicol, capitoul en 1763, qui fit construire le château auquel il donna son nom. Le nom de Montblanc ne s'est conservé, quoique déformé, que pour l'actuelle impasse du Mont-Blanc. En 1936, on donna au chemin de Montblanc le nom du compositeur et chef d'orchestre Léon Vasseur (1844-1917), finalement abandonné au profit de son homonyme.

## Patrimoine et lieux d'intérêt

### Fermes
- no  47 : ferme (deuxième moitié du XIXe siècle)[5].
- no  50 : ferme (deuxième moitié du XIXe siècle)[6].
- no  54 : ferme (deuxième moitié du XIXe siècle)[7].

### Zone d'activité Montblanc
La zone d'activité Montblanc est un parc d'activité à vocation artisanale, géré par le service du développement économique de Toulouse Métropole. Il couvre une superficie de 11 hectares, approximativement limitée au sud par la rue André-Vasseur, à l'ouest par l'avenue d'Atlanta, au nord par l'impasse Alphonse-Brémond et à l'est par le périphérique.